# Жаба мартиніканська
Жаба мартиніканська (Eleutherodactylus martinicensis) — вид земноводних з роду Листкова жаба родини Листкові жаби. Інша назва «антильська жаба».

## Опис
Загальна довжина коливається від 3,2 до 4,7 см. Спостерігається статевий диморфізм: самиця більша за самця. Голова невелика, широка, з черепним гребенем. Морда коротка, затуплена. Тулуб доволі стрункий. Пальці передніх і задніх кінцівок у неї закінчуються пластинками для прилипання. Має білувато-сіре, помаранчево-коричневе або сіро-коричневе забарвлення з різноманітним малюнком з бурих плям.

## Спосіб життя
Полюбляє тропічні ліси неподалік від водойм. Зустрічається на висоті до 1250 м над рівнем моря, активна вночі. Живиться переважно дрібними безхребетними та їхніми личинками.
Самиця відкладає в пазухи листя 15–30 круглих прозорих яєць діаметром 4–5 мм. Яйцеклітина білувата або блідо-солом'яного кольору. Самиця тримається поблизу кладки. Розвиток жабенят відбувається всередині яйця, через 14 діб після відкладання яєць з них виходять молоді амфібії завдовжки 5–7 мм.

## Розповсюдження
Мешкає на Антильських островах: Мартиніка, Антигуа, Домініка, Гваделупа, Марі-Ґалан, Ля-Десірад, Іль-де-Санте. Завезено на острови Сан-Мартин та Сан-Бартелемі, Гавайські острови.